# Coccidioides
 Coccidioides  ist eine Gattung der Pilze aus der Gruppe der Schlauchpilze (Ascomycota). Es sind zurzeit zwei Arten bekannt, die sich nur auf genetischer Ebene und aufgrund einiger physiologischer Merkmale voneinander unterscheiden lassen. Als krankheitserregende (pathogene) Pilze können sie bei Menschen und anderen Säugetieren die Kokzidioidomykose bzw. Kokzidioidose auslösen. Neben diesem parasitären Stadium besitzen sie ein Stadium, bei dem sie sich im meist trockenen Sandboden befinden (saprophytäres Stadium).

## Merkmale
Die beiden Arten der Gattung, C. immitis and C. posadasii sind morphologisch identisch und lassen sich nur anhand genetischer und epidemiologischer Eigenschaften unterscheiden. Bei beiden Arten sind bislang nur Nebenfruchtformen (Anamorphe) bekannt, während Hauptfruchtformen (Teleomorphe) entweder bislang nicht identifiziert wurden oder nicht existieren.
Beide Arten besitzen zwei morphologisch unterschiedliche Formen (dimorph), die sich aufgrund unterschiedlicher thermischer Umwelt ausbilden. Dabei handelt es sich zum einen um ein saprophytäres Stadium, das vor allem im Boden mit Durchschnittstemperaturen von 22 °C lebt, und ein parasitäres Stadium im Körper von Säugetieren bei gleichmäßigen Temperaturen von 37 °C (beim Menschen) oder entsprechend erhöhten Temperaturen bei Nagetieren oder anderen Säugern. Das saprophytäre Stadium bildet ein weiß-graues Myzel im Boden mit Arthrosporen. Das parasitäre Stadium bildet dagegen 20 bis 80 Mikrometer große, doppelt konturierte Zellen, die zu Sphärulen (Sporangien) mit Endosporen heranwachsen.

## Verbreitung
Coccidioides-Arten sind auf die Trockengebiete Nord- und Südamerikas beschränkt und haben hier regional endemische Vorkommen. Coccidioides immitis ist vor allem in Kalifornien und dort in der Region des San Joaquin Valley, der Talregion am San Joaquin River, verbreitet. In den Wüstengebieten der südwestlichen Vereinigten Staaten und in Mexiko überschneiden sich die Vorkommen beider Arten mit sehr hoher Wahrscheinlichkeit (genaue Untersuchungen liegen nicht vor) und das Verbreitungsgebiet von C. posadasii reicht darüber hinaus bis in die Trockengebiete Südamerikas.
Beide Arten besiedeln trockene und alkalische Böden in Wüsten- und Steppenregionen. Vor allem in Nagetierbauten können die Pilze in vergleichsweise hoher Dichte isoliert werden.

## Pathologie

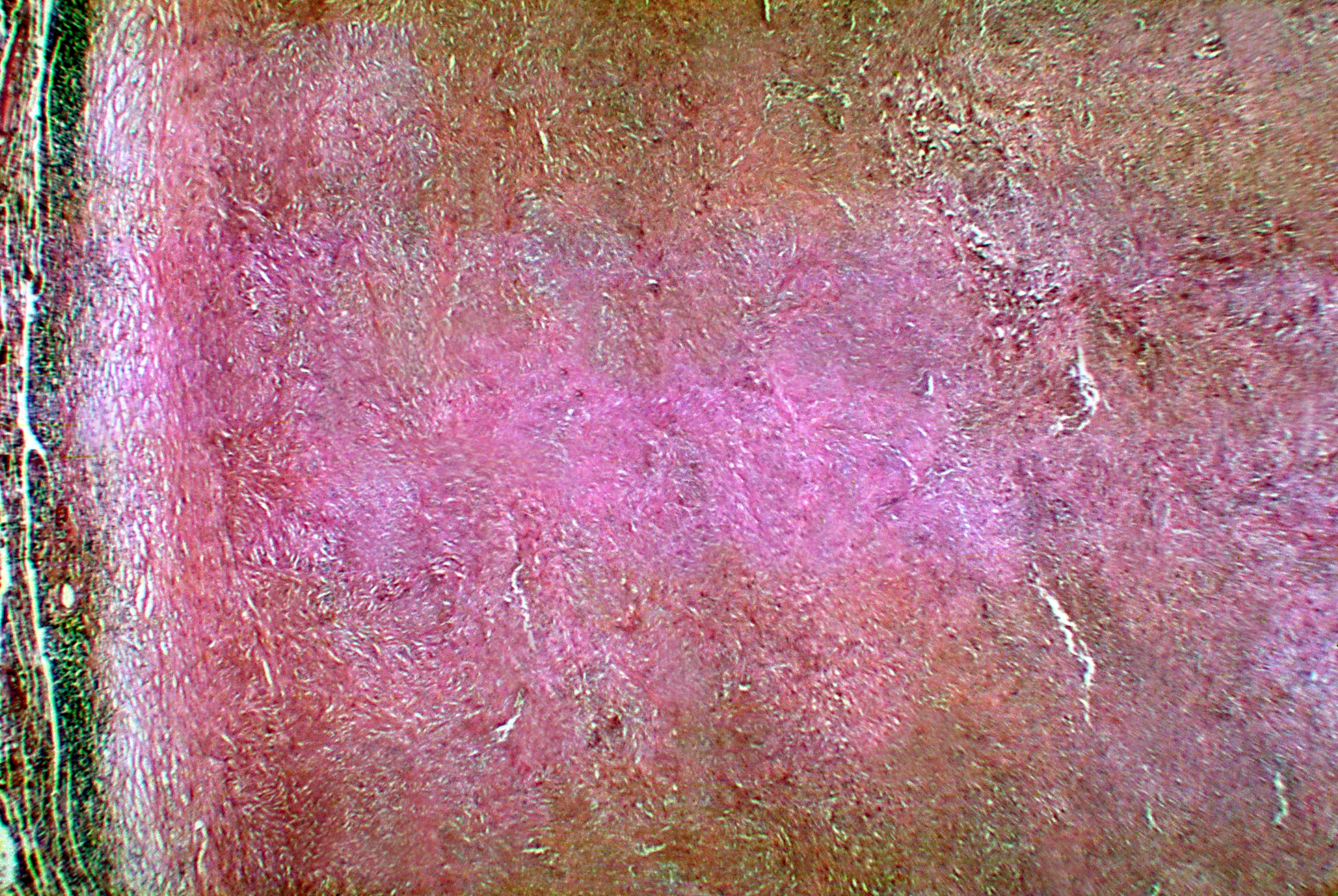
Lungenveränderung durch eine Kokzidioidomykose. Das Gewebe bildet große käseartige Knoten.

Siehe Hauptartikel Kokzidioidomykose
Die Coccidioides-Arten stellen die Erreger der Kokzidioidomykose dar, die aufgrund einer Epidemie im San Joaquin Valley, Kalifornien, auch als San Joaquin Valley Fever oder valley fever bekannt ist. Diese Mykose wird durch das Einatmen von Arthrosporen hervorgerufen und manifestiert sich entsprechend vor allem in der Luftröhre und der Lunge. Als Primärinfektion hat sie einen grippeähnlichen Verlauf, außerdem können verschiedene Autoimmun- bzw. Allergieeffekte wie Erythema nodosum, Erythema exsudativum multiforme und eine als „Wüstenrheumatismus“ bezeichnete Arthralgie beobachtet werden. Im Regelfall kommt es zur Spontanheilung, nach einer Dissemination können allerdings an inneren Organen, der Haut, am Skelett und im Zentralnervensystem granulomatöse bzw. Tuberkuloseähnliche Effekte auftreten, die tödlich enden können.
In den USA werden pro Jahr etwa 100.000 Primärinfektionen festgestellt. Durch Immunschwächeerkrankungen, vor allem durch AIDS gibt es eine deutliche Zunahme der disseminierten Form. Eine Behandlung erfolgt bei der disseminierten Form mit Amphotericin B (z. B. Amphocil).

## Systematik

### Interne Systematik
Bis 2002 wurde Coccidioides mit Coccidioides immitis als monotypische Gattung betrachtet, also als Gattung mit nur einer enthaltenen Art. Obwohl bereits seit mehreren Jahren bekannt war, dass es zwei genetisch unterschiedliche Typen gibt, die sich auch epidemiologisch unterscheiden lassen, wurden diese bis 2002 nur als Subtypen California (CA) C. immitis und non-California (non-CA) C. immitis aufgefasst. Im Jahr 2002 erfolgte die Beschreibung des nichtkalifornischen Typs als eigenständige Art unter dem Namen Coccidioides posadasii auf der Basis genetischer Daten. Zur sicheren Unterscheidung der Arten identifizierte die Arbeitsgruppe zwei Mikrosatelliten im Genom beider Arten und stellte unterschiedliche Wachstumsraten auf Substraten mit hoher Salzkonzentration fest.

### Fossilbefund
Obwohl Pilze nur sehr selten fossil nachweisbar sind und auch eindeutig identifizierbare Erkrankungen nur selten nachgewiesen werden können, gibt es zu einer Kokzidioidomykose durch Coccidioides immitis einen eindeutigen Fossilbefund. Dieser wurde histologisch an Bisonkiefern aus dem Holozän vor 8.500 Jahren in Nebraska durchgeführt.

## Populärkultur

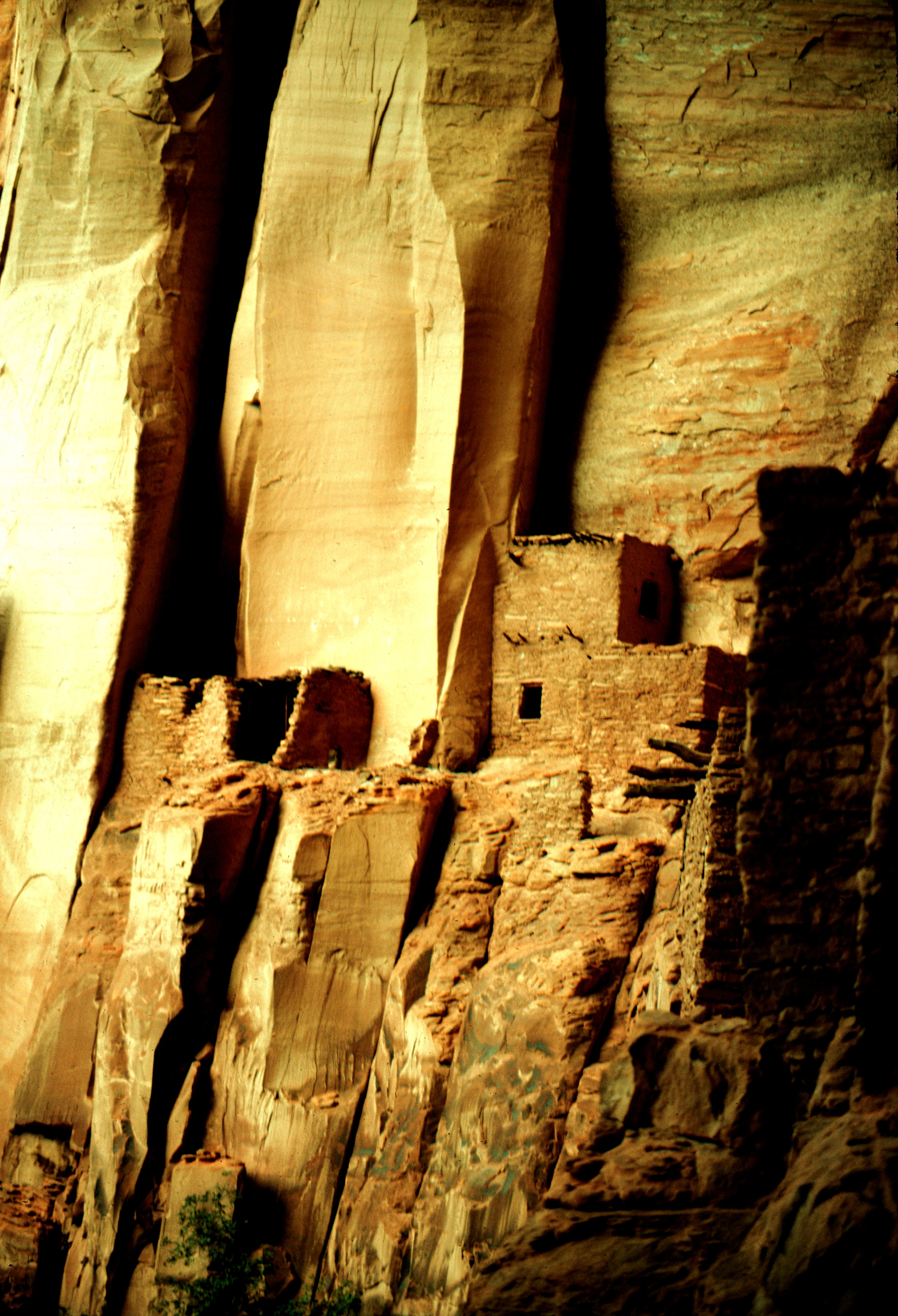
Pueblos der Anasazi

In dem Roman Thunderhead - Schlucht des Verderbens des Schriftstellerduos Douglas Preston und Lincoln Child spielt Coccidioides immitis eine zentrale Rolle. Der Pilz wird dort als wichtiger Bestandteil des todbringenden Leichenpulvers indianischer Hexer beschrieben. Die Protagonisten des Romans, eine Gruppe von Archäologen, werden mit den Pilzen und dem Leichenpulver in der legendären Stadt Quivira, einer der Sieben Städte aus Gold der Anasazi, konfrontiert. Einer der Archäologen stellt den Pilz vor und erklärt damit den plötzlichen Untergang der Pueblo-Stadt:
Im Staub von Quivira findet sich nämlich eine große Menge der Coccidioides imitis. (...) Ich glaube, dass die Priester von Quivira Gefangene oder Sklaven mit Kokzidioidomykose infizierten, darauf warteten, dass sie starben, und dann aus ihren Körpern Leichenpulver herstellten. (...) aber am Ende wurden auch sie Opfer der tödlichen Pilzsporen. Das leichte Erdbeben, das die Türme beschädigte und den Felsrutsch auslöste, wirbelte nämlich eine Staubwolke ähnlich der in San Joaquin auf. Allerdings konnten sich hier, in diesem engen Tal, die Sporen nicht verteilen. Sie trieben in den Alkoven hinein und setzten sich in hoher Konzentration auf die Stadt hinab.

## Belege

### Zitierte Belege
1. 1 2  Stichwort „Coccidioides immitis“ in: Pschyrembel. Medizinisches Wörterbuch. 257. Auflage, Nikol Verlagsgesellschaft mbH, Hamburg 21993. ISBN 3-933203-04-X
2. ↑  M.C. Fisher, G.L. Koenig, T.J. White, J.W. Taylor: Molecular and phenotypic description of Coccidioides posadasii sp. nov., previously recognized as the non-California population of Coccidioides immitis. Mycologia 94(1), 2002; S. 73–84
3. ↑  Willard Morrow: Holocene coccidioidomycosis: Valley Fever in early Holocene bison (Bison antiquus). Mycologia 98(5), 2006; S. 669–677.
4. ↑  Douglas Preston, Lincoln Child: Thunderhead – Schlucht des Verderbens. Übersetzung von Thomas A. Merk, Droemersche Verlagsanstalt Th. Knaur Nachf., München 2001; S. 431–435. ISBN 3-426-62158-4.